# آکاسیای طلایی
آکاسیای طلایی (نام علمی: Acacia pycnantha) نام یک گونه از گیاهان گلدار متعلق به سرده اکاسیا است.
آکاسیای طلایی گل ملی کشور استرالیا است.

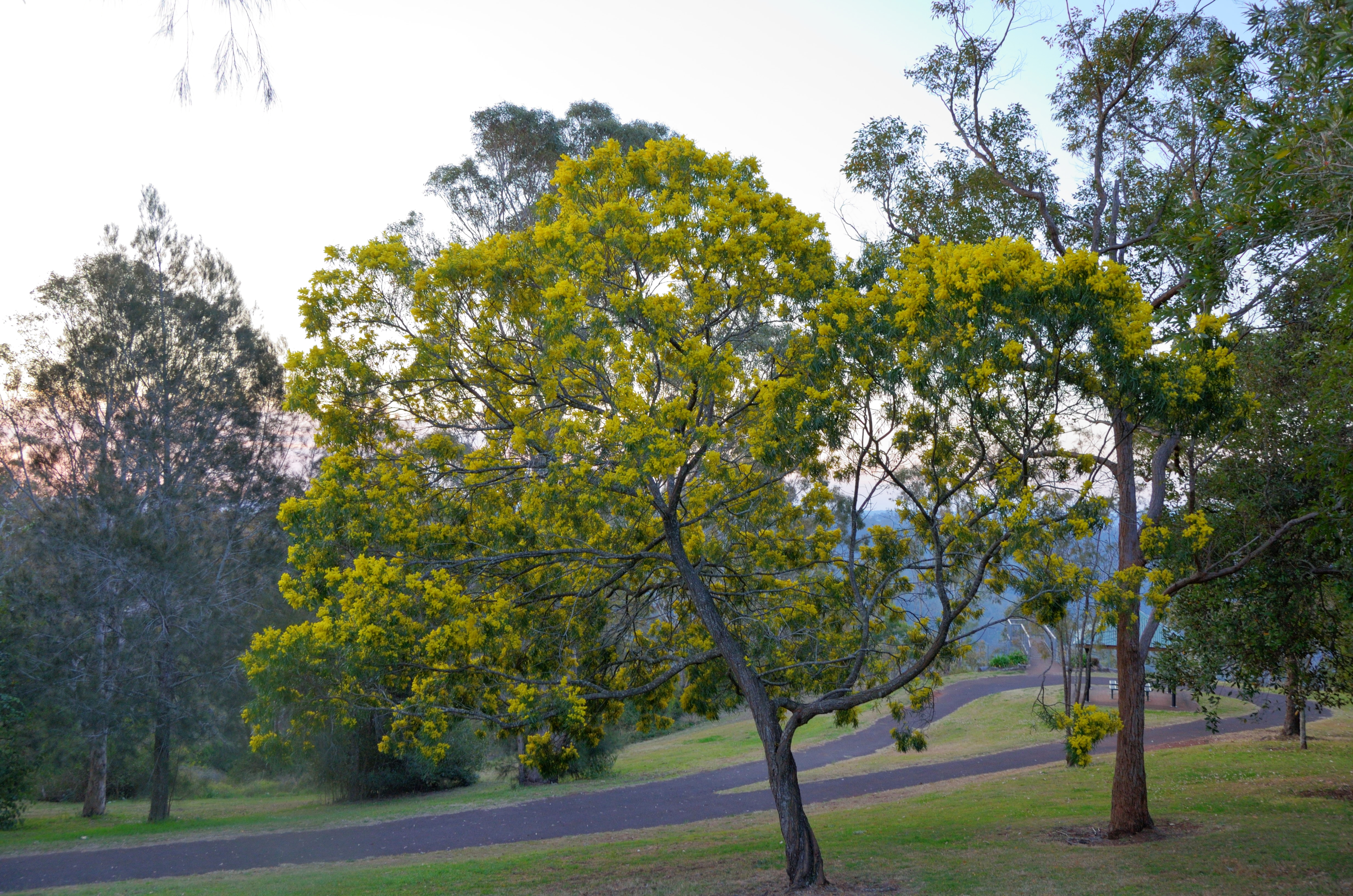